# Usoir

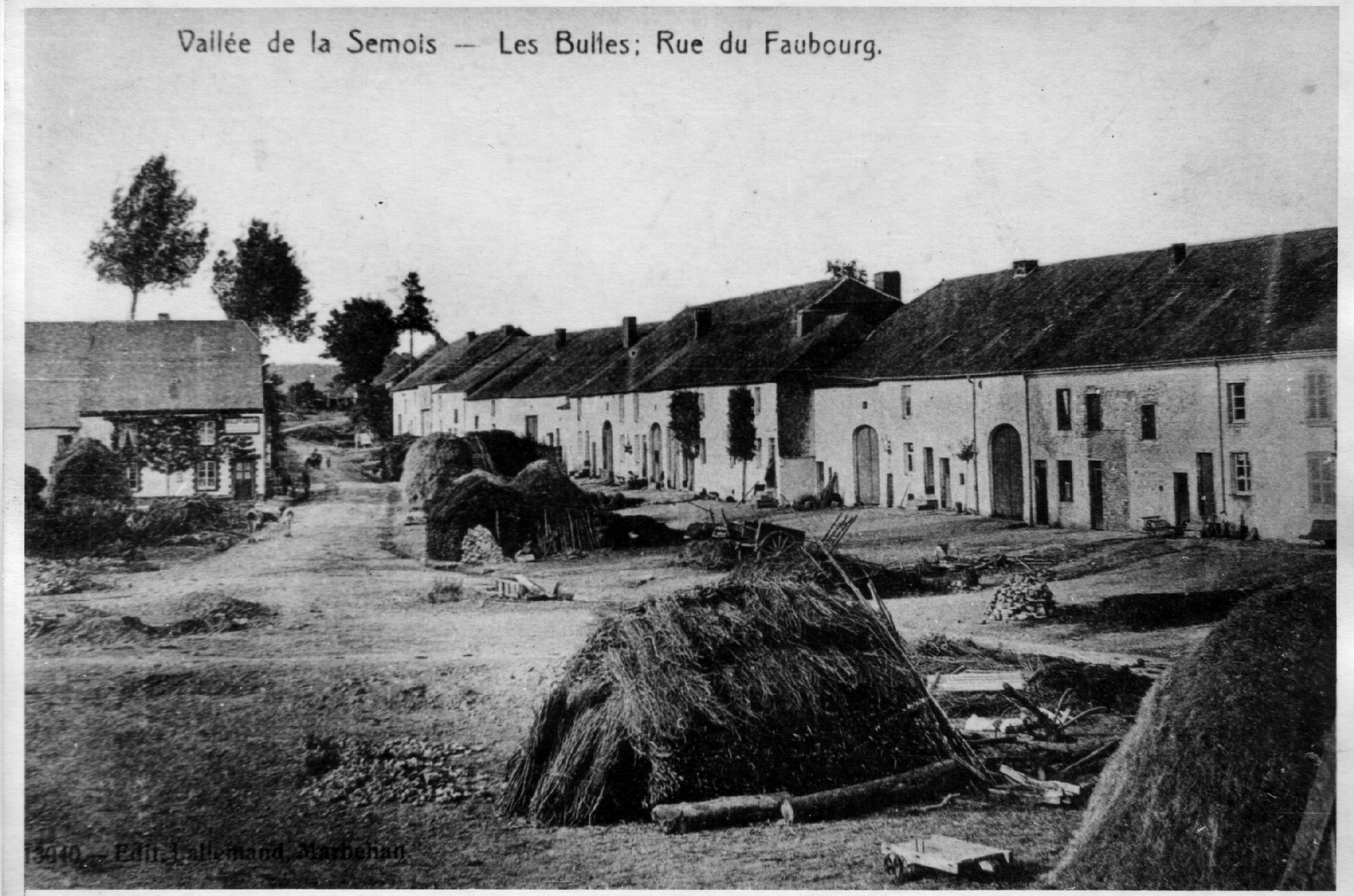
L'usoir en 1909 de la rue du Faubourg dans le village des Bulles (en Lorraine belge) illustre l'usoir d'antan.

L'usoir, « usuaire » en ancien français, « usuwaire » dans les chartes de Metz ou « parge » dans le Pays Haut, est l'espace du domaine public entre la chaussée et le bâti, dans les villages non montagnards de Lorraine et Champagne-Ardenne ainsi qu'en Belgique et en Gaume.

## Histoire
Au Moyen Âge, le terme usoir avait un sens plus large qu'aujourd'hui puisqu'il désignait tous les espaces communs, y compris hors agglomération. Il était parfois l'objet d'une redevance seigneuriale comme le droit de pargées à Méhoncourt, un impôt sur les chevaux tirants.
Le mot sous-entend une propriété commune sous l'ancien régime et publique dans le droit actuel. Il ne doit pas être confondu avec ces autres mots des langues régionales : chasal, chazal, chasau, chaseau ou chéseau. En Lorraine, ces derniers désignaient l'espace privé autour ou à proximité de la maison,.
Traditionnellement et jusqu'à la fin du XXe siècle, l'usoir avait pour vocation de servir de zone d'entrepôt pour le bois de chauffage, le fumier, éventuellement les véhicules (charrettes) et outils agricoles.

## Description
En zone construite, l'usoir est l'espace entre la voie publique et les bâtiments. Il est ouvert sur la chaussée et correspond à un recul du bâti (front de la rue) d'environ 3 à 7 mètres depuis la chaussée. Sa profondeur peut être beaucoup plus importante dans certaines communes reconstruites après l'un des conflits mondiaux.
De nombreuses communes ont fait l'objet au XIXe siècle d'un «plan d'abornement» qui a matérialisé les limites de la propriété publique. Lorsque ce n'est pas le cas ou que ce document est perdu, on se réfère au plan cadastral, bien que ce ne soit pas la vocation de ce document fiscal.
De nos jours, il arrive fréquemment que la zone urbaine s'étende au delà des plans originaux par des constructions plus récentes. Dans ce cas, le riverain reste propriétaire de la totalité de la parcelle construite. La zone de recul entre son immeuble et l'emprise de la chaussée lui appartient toujours.

## Règles actuelles d'usage
L'usoir fait partie du domaine public. Il est par conséquent inaliénable. Dans les régions de l'Est de la France, le droit coutumier attaché à l'usoir s'est le plus souvent maintenu. L'utilisation de cet espace reste libre pour l'habitant riverain mais les règlements sanitaires départementaux et certaines interdictions de stationnement en restreignent les conditions d'usage. Cet espace est généralement engazonné ou utilisé comme parking. 

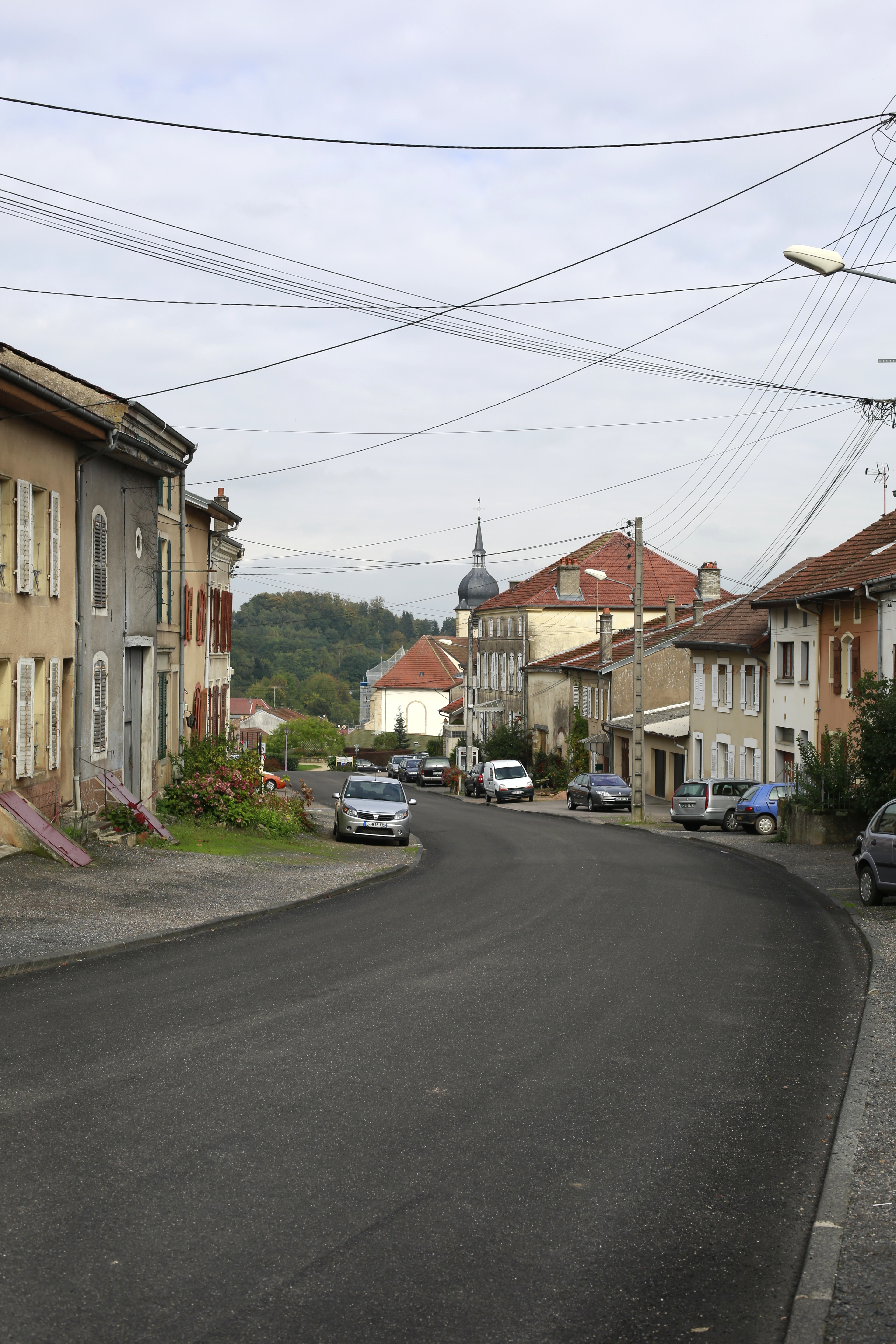
Utilisation contemporaine de l'usoir comme stationnement à Deneuvre (Meurthe-et-Moselle).

Juridiquement, son statut est particulier : il fait partie du domaine public mais le droit coutumier d'utilisation est reconnu à l'habitant riverain qui peut en faire un usage privatif à condition que cela soit temporaire. Il existe cependant quelques exceptions comme les pieds d'escaliers d'entrée de maisons, les hauts d'escaliers de caves et les dégagements de larmiers qui peuvent empiéter durablement sur l'usoir.  
Contrairement à une idée reçue, le droit de tour de volets et le droit d'échelle n'ont aucun sens à propos de l'usoir puisque le riverain à un droit plus général. De la même manière, l'exigence par la Mairie d'autorisation temporaire d'occupation du domaine public sur usoir est en contradiction avec le droit coutumier. 
L'article 58 de la codification des usages locaux à caractère agricole du département de la Moselle fait très souvent référence pour arbitrer les conflits, y compris à l'extérieur de cette collectivité territoriale. 